# Bartolo Longo
Bartolo Longo TOSD (Latiano, 1841. február 10. – Pompei, 1926. október 5.) olasz ügyvéd és egykori sátánista pap volt, aki visszatért a katolikus hithez, és domonkos rendi harmadrendi lett, életét a rózsafüzérnek és Szűz Máriának szentelve. Végül a Jeruzsálemi Szent Sír Lovagrend pápai lovagjává avatták. 1980-ban boldoggá avatták. 2025. október 19-én szentté avatják.

## Korai évek
Bartolo Longo egy gazdag családban született 1841. február 10-én a Két Szicília Királyságában, Brindisi közelében található Latiano kisvárosban.  Szülei buzgó katolikusok voltak. 1851-ben Longo apja meghalt, anyja pedig újra férjhez ment egy ügyvédhez. Annak ellenére, hogy Longo mostohaapja azt szerette volna, hogy tanárnak tanuljon, Longo elhatározta, hogy ügyvéd lesz. 1861-ben Longónak sikerült meggyőznie mostohaapját, és a Nápolyi Egyetemre küldték jogot tanulni. 
Az 1860-as években az olasz katolikus egyház szembekerült azzal az erős nacionalista mozgalommal, amely Itáliát kívánta egyesíteni. Giuseppe Garibaldi tábornok, aki kulcsszerepet játszott az olasz újraegyesítésben, a pápaságot az olasz nacionalizmus ellenségének tekintette, és aktívan kampányolt a pápai hivatal teljes megszüntetéséért.  Az európai egyház a spiritizmus és az okkultizmus növekvő népszerűségével is versenyzett.  Emiatt a Nápolyi Egyetem számos diákja részt vett a pápa elleni nyilvános tüntetéseken, hitt a boszorkányságban, és nápolyi médiumokhoz fordult segítségért.   Longot némi tanulmányozás és számos spirituális élmény után sátánista pappá szentelték. 

## Áttérés a katolikus hitre

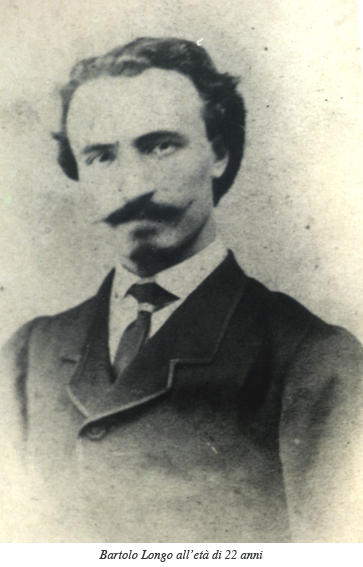
Bartolo Longo 22 évesen

A következő években Longo életét a „depresszió, az idegesség és a zavartság” jellemezte. Paranoia és a szorongás gyötörte, ezért gyermekkori barátjához, Vincenzo Pepéhez fordult tanácsért. Longo beszámolója szerint Pepe győzte meg őt a sátánizmus elhagyásáról, és bemutatta őt Alberto Radente domonkos szerzetesnek és katolikus papnak, aki elvezette őt a Szűz Mária és a rózsafüzér iránti áhítathoz. 1871. október 7-én Longo domonkos harmadrendi pap lett, és felvette a "Rosario" nevet, ami rózsafüzért jelent. Részt vett egy szeánszon, feltartott egy rózsafüzért, és kijelentette: „Megtagadom a spiritizmust, mert az nem más, mint a tévedés és a hazugság útvesztője.” Megismerkedett néhány ferences szerzetessel is, akikkel két éven át segített a szegényeknek és a gyógyíthatatlan betegeknek. Bartolo emellett folytatta ügyvédi gyakorlatát, ami a közeli Pompei faluba vezette,  ahol  Marianna Farnararo De Fusco grófnő ügyeit intézte. 
Longo később arról mesélt, hogy Pompejiben megdöbbentette a nép hitbeli hiányossága. Azt írta: „Vallásuk a babona és a népi hagyomány keveréke volt. [...] Minden szükségük kielégítésére [...] boszorkányhoz, varázslónőhöz mentek, hogy talizmánokhoz és boszorkánysághoz jussanak.” A polgárokkal folytatott beszélgetések során Bartolo felismerte súlyos katekézishiányukat. Amikor megkérdezett egy férfit, hogy csak egy Isten létezik-e, a fickó így válaszolt: „Gyerekként emlékszem, hogy az emberek azt mondták, hogy három van. Most, ennyi év után, nem tudom, hogy valamelyikük meghalt-e, vagy megnősült-e.” 
Longo írt a mentális betegségekkel, paranoiával, depresszióval és szorongással kapcsolatos személyes küzdelmeiről. Egyszer megjegyezte, hogy öngyilkossági gondolatokkal küzd, de ezeket elhessegetve felidézte a Boldogságos Szűzanya Szent Domonkosnak tett ígéretét: „aki hirdeti a rózsafüzéremet, üdvözül”. Longo azt írta, hogy ez az ígéret győzte meg őt arról, hogy a rózsafüzérhez való nyilvános áhítatra buzdítson. 

## Pompei-i Rózsafüzér Királynője kegyhely

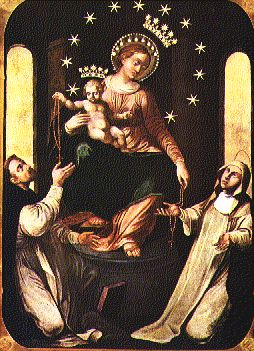
Rózsafüzér Királynője Szent Domonkossal és Sienai Szent Katalinnal

Mariana di Fusco grófnő segítségével megalapította a Rózsafüzér testvériségét, és 1873 októberében megkezdte egy romos templom helyreállítását. Ünnepséget rendezett a Rózsafüzér Királynője tiszteletére.
1875-ben Longo ajándékba kapott egy festményt M. Concetta De Litalától, a Porta Medinai Rózsafüzér Monostor szerzetesnővérétől, amely a Rózsafüzér Királynőjét, Szent Domonkost és Sienai Szent Katalint ábrázolja. A festmény rossz állapotban volt, és Longo arról írt, hogy amikor először meglátta, azonnal undorodott a gyenge művészi minőségtől. Azonban elfogadta az ajándékot, hogy pénzt takarítson meg, és ne sértse meg Concettát. Longo pénzt gyűjtött a kép restaurálására, és a templomban helyezte el.
A kegyhelyen csodák kezdtek el történni, amiknek híre ment, és az emberek tömegesen özönlöttek a templomba. Longót Nola püspöke arra biztatta, hogy kezdjen hozzá egy nagyobb templom építéséhez – az alapkövet 1876. május 8-án tették le. A templomot 1891 májusában szentelte fel La Valletta bíboros ( XIII. Leó pápa képviseletében).  1939-ben a templomot bazilikává bővítették, ma Pompeii Rózsafüzér Királynője-Bazilikaként ismerik.

## Kései élete és halála

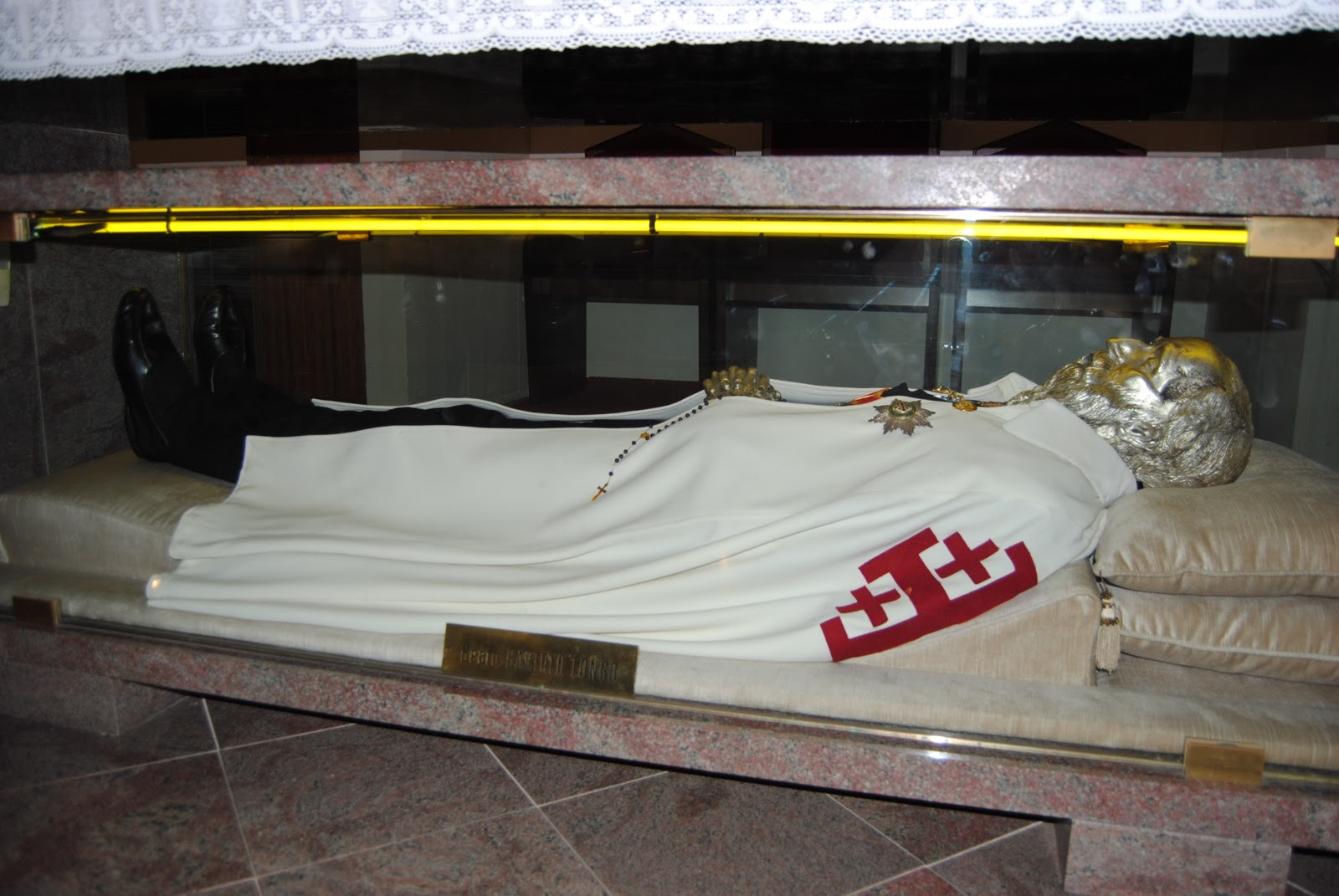
Boldog Bartolo Longo (1841–1926) földi maradványai a pompei-i Rózsafüzér Királynője-bazilikában

XIII. Leó pápa javaslatára Bartolo Longo és Mariana di Fusco grófnő 1885. április 7-én összeházasodtak. A házaspár tartózkodott a nemi élettől,  és továbbra is számos jótékonysági tevékenységet végzett. Gondoskodtak az árva gyermekekről és a foglyok gyermekeiről, ami a korban rendkívülinek számított.  1906-ban a pompeii Miasszonyunk-kegyhely teljes vagyonát a Szentszéknek adományozták. Longo haláláig, 1926. október 5-ig, 85 éves koráig folytatta a rózsafüzér népszerűsítését. A tér, amelyen a bazilikája áll, azóta Longo nevét viseli. Testét egy üvegsírba zárták, és a Jeruzsálemi Szent Sír Lovagrend, a pápai lovagrend Nagykeresztjének palástját és jelvényét viseli.  

## Öröksége

### Nobel-békedíj
1902-ben Longót Nobel-békedíjra jelölték, mert 1896 és 1900 között petíciót szervezett a világ békéjéért, és több tucat országban több mint négymillió aláírást gyűjtött össze.  Jelölését Pietro Chimienti, Antonio Cardarelli, valamint az olasz Szenátus és Képviselőház 8 tagja nyújtotta be a Norvég Nobel-bizottságnak .  
1903-ban Vincenzo Giuseppe De Prisco és Luigi Simeoni ismét jelölték, kiemelve társadalmi és humanitárius ügyekben való szerepvállalását.   Még XIII. Leó pápa is támogatta.  Az „Antonio Aveta” Intézet szerint jelöléseit nem vették figyelembe különösebben, mivel munkássága vallási indíttatású volt. 

### Kanonizáció
Longo lelki írásait a teológusok 1939. február 1-jén és 1943. április 4-én hagyták jóvá. Ügyét hivatalosan 1947. február 28-án nyitották meg, és Isten Szolgája címet kapta. 
1980. október 26-án Longót II. János Pál pápa boldoggá avatta, aki később a „Rózsafüzér apostolának” nevezte, és külön is megemlítette őt Rosarium Virginis Mariae kezdetű apostoli levelében. 
2025. február 25-én Ferenc pápa jóváhagyta a Szenttéavatási Dikasztérium bíborosainak és püspökeinek rendes ülésének kedvező szavazatait Longo és José Gregorio Hernández szentté avatására. XIV. Leó pápa bejelentette, hogy 2025. október 19-én más tiszteletreméltó személyekkel együtt szentté avatják. 

## Fordítás
Ez a szócikk részben vagy egészben  a   Bartolo Longo című angol Wikipédia-szócikk ezen változatának fordításán alapul.  Az eredeti cikk szerkesztőit annak laptörténete sorolja fel. Ez a jelzés csupán a megfogalmazás eredetét és a szerzői jogokat jelzi, nem szolgál a cikkben szereplő információk forrásmegjelöléseként.